# 矢部彰
矢部 彰（やべ あきら）は、日本の工学者。筑波大学大学院システム情報工学研究科教授、カリフォルニア大学バークレー校機械工学科Russell Severance Springer教授、東京工業大学大学院総合理工学研究科連携教授、日本機械学会会長、日本混相流学会会長等を歴任した。

## 人物・経歴
聖光学院高等学校を経て、東京工業大学工学部機械物理工学科卒業後、1979年東京工業大学大学院理工学研究科機械物理工学専攻博士課程修了、工学博士。同年通商産業省工業技術院機械技術研究所入所。1994年カリフォルニア大学バークレー校客員研究員。
1995年機械技術研究所流体工学研究室長。1997年機械技術研究所極限技術部量子技術研究室長。1998年機械技術研究所機械量子分子工学特別研究室長併任、筑波大学大学院システム情報工学研究科教授、金沢工業大学客員教授。1999年機械技術研究所企画室長。
2001年産業技術総合研究所マイクロ・ナノ機能広域発現研究センター長、カリフォルニア大学バークレー校機械工学科Russell Severance Springer教授併任。2004年産業技術総合研究所中国センター所長。2007年産業技術総合研究所産学官連携推進部門長。2008年産業技術総合研究所理事（広報部長・つくば東所長・地域センター担当）、日本混相流学会会長。
専門はマイクロ熱物理学、電気熱流体力学等で、2013年には第91期日本機械学会会長に選出された。東京工業大学大学院総合理工学研究科連携教授、東京理科大学理工学部客員教授、金沢大学経営協議会委員、産業技術総合研究所特別顧問・名誉リサーチャー、服部報公会評議員、スズキ財団評議員等も歴任した。